# Karbennings distrikt
Karbennings distrikt är ett distrikt i Norbergs kommun och Västmanlands län. 
Distriktet ligger sydost om Norberg. 

## Tidigare administrativ tillhörighet
Distriktet inrättades 2016 och utgörs av socken Karbenning i Norbergs kommun.
Området motsvarar den omfattning Karbennings församling hade vid årsskiftet 1999/2000.